# 布鲁诺·阿皮茨
布鲁诺·阿皮茨（Bruno Apitz，1900年4月28日—1979年4月7日）是一位德国作家，也是布痕瓦尔德集中营的幸存者。

## 生活与事业
阿皮茨生于莱比锡，其母是个洗衣女工，而他则是母亲的第十二个孩子。阿皮茨上学上到14岁后就开始做钢模切割学徒了。一战期间，阿皮茨曾支持德国共产党领袖卡尔·李卜克内西。17岁时，阿皮茨因在罢工工厂的工人们面前演讲而被捕入狱，被判了19个月徒刑。1918年德国十一月革命期间，阿皮茨参与活动。1919年，阿皮茨加入德国社会民主党。1920年反對卡普政變。在反对卡普政变期间，阿皮茨创作的首批诗和短故事被刊登上了共产党的报纸。阿皮茨于1924年创作了自己的首部戏剧剧本。1927年，他又加入了德国共产党。之后在纳粹德國统治时期，他因散播社会主义反战宣传品以及参与共产党的活动而反复遭纳粹逮捕，被关押进过数个集中营。1937至1945年，阿皮茨被关押在魏玛附近的布痕瓦尔德集中营。正是这段被囚禁的经历让他在日后写出了小说《裸露在狼群》。
1945年后，阿皮茨在东德的国家电影公司德国电影股份公司写广播剧剧本。阿皮茨也是德国统一社会党的创始成员之一，该党后来成为了德意志民主共和国的执政党。1950年代初，阿皮茨在布痕瓦尔德集中营旧址担当导游。
1976年，阿皮茨的故乡莱比锡授予他荣誉市民称号。1979年4月7日，布鲁诺·阿皮茨于柏林逝世。